# Taboada (Piloño)
Taboada es un lugar de la parroquia de Piloño, municipio de Villa de Cruces, comarca del Deza, provincia de Pontevedra, España.
- Datos: Q12400872